# فولفغانغ إردمان
فولفغانغ إردمان (بالألمانية: Wolfgang Erdmann)‏ هو ضابط ألماني، ولد في 13 نوفمبر 1898 في كونيغسبرغ في الإمبراطورية الروسية، وتوفي في 5 سبتمبر 1946 في مونستر في ألمانيا.